# Mbei
Mbei (ou Mbeï, Bafukom) est une localité du Cameroun située dans la commune de Santa et le département de la Mezam, dans la Région du Nord-Ouest.

## Population
Lors du recensement de 1987, la localité comptait 2 647 habitants. Une extrapolation de 2002 a conduit au chiffre de 3 838 et une estimation de l'autorité locale, le fon, est allée jusqu'à 10 000 personnes.
Cependant, lors du recensement national de 2005, on y a dénombré 1 336 habitants.

## Langues
On y parle le pidgin camerounais, l'anglais et le ngamambo, une langue des Grassfields du groupe Momo, en danger.
Mbei est également considéré comme l'un des villages où l'on parle une autre langue des Grassfields, le moghamo, mais des études suggèrent que le ngamambo pourrait être un dialecte du moghamo.